# 聖弗朗西斯維爾 (密蘇里州)
聖弗朗西斯維爾（英語：St. Francisville）是位於美國密蘇里州克拉克縣的普查規定居民點。

## 歷史
聖弗朗西斯維爾的郵局於1823年設立，其後於1825年停運。

## 人口
根據2020年美國人口普查的數據，聖弗朗西斯維爾的面積為4.95平方千米，當中陸地面積為4.81平方千米，而水域面積為0.14平方千米。當地共有人口137人，而人口密度為每平方千米27.68人。